# メトロヴィック F.2

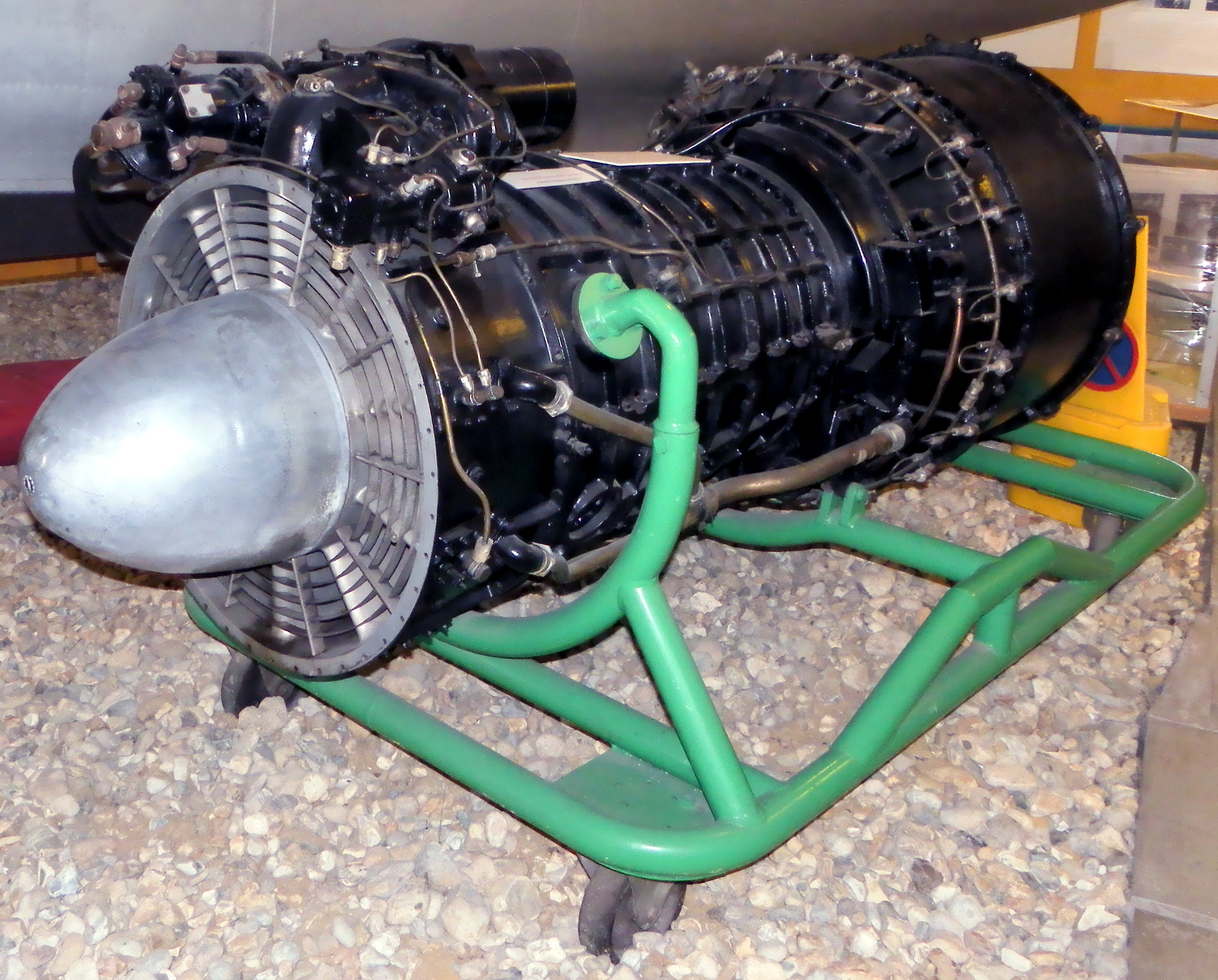
メトロヴィック F.2/4 Beryl

メトロヴィック F.2 (Metrovick F.2) は、イギリスで初めて飛行に成功した軸流式ターボジェットエンジン。1939年よりメトロポリタン＝ヴィッカース (Metropolitan-Vickers) 社で鋭意研究開発が進められたが、第二次世界大戦中には完成を見ず、戦後アームストロング・シドレー サファイア (Armstrong Siddeley Sapphire) の母体になった。

## 前史
1926年にイギリス空軍技術将校のアラン・アーノルド・グリフィス (Alan Arnold Griffith) は、『タービンの空力的設計』(An Aerodynamic Theory of Turbine Design) と題した学会発表の中で、従来の軸流式圧縮機に用いられていた羽子板状の直線翼の失速（サージング）現象を解明し、圧縮機とタービンのブレードに航空機の翼型を適用して効率向上させることで、ターボプロップエンジンが航空機の推進力として成立しうることを示した。
この発表は世界的に大きな反響を呼び、グリフィス以下ヘイン・コンスタント (Hayne Constant) ら王立航空研究所 (Royal Aircraft Establishment) のメンバーは、1928年にフレーザー・シャルマーズ社 (Fraser and Chalmers) に特注した工作機械を用い、アン (Anne)、ルース (Ruth)、続いてベティ (Betty) と名付けた検証モデルを試作して稼動させた。
一方、航空士官学校からケンブリッジ大学に派遣されていたグリフィスの弟子の下士官フランク・ホイットル (Frank Whittle) は、構造が単純な遠心式ターボジェットエンジンこそが早期の実用化に適すると主張する論文を1929年に軍需省に上申したが、これを精査したグリフィスは計算間違いを指摘し、遠心式は大径かつ非能率で、航空機推進用には適さないとコメントした。翌年ホイットルは遠心式ターボジェットエンジンを特許出願し認められたものの、軍需省の支持が得られなかったため十分な研究予算が付かず、特許は更新料未納のまま1935年に失効してしまう。
グリフィスに敵愾心を抱いたホイットルは、空軍実験隊に籍を置きつつ、1936年に蒸気タービン大手ブリティッシュ・トムソン・ヒューストン社（British Thomson-Houston, BTH、米ゼネラル・エレクトリックの子会社で前身企業の名前を流用）の工場の一角に、同僚2人とパワージェッツ社を立ち上げて遠心式ターボジェットエンジンの実証に没頭。翌年初号機 WU (Whittle Unit) の試運転に成功した。
ホイットル着手の報を受け、複雑な二重反転軸流式ターボプロップエンジンを目論んでいたグリフィスは、別のタービン機関大手メトロポリタン＝ヴィッカース（メトロヴィック）社に試作を下命した。程なく BTH はメトロヴィックに吸収合併され、両者は社内競作の形になる。

## 大戦中の開発
メトロヴィック社のデイヴィッド・スミス技師らは、1939年からベティの発展型 B.10 を基にした実用モデルの開発に着手した。これは9段軸流圧縮機とアニュラー型燃焼器、独立パワーリカバリタービンを持つ二重反転軸流式ターボプロップだったが、同年春にホイットルが WU の20分間の連続全開試験に成功し、軍需省の予算を得て実用モデル W.1（後にグロスター E.28/39 に搭載されて世界で2番目のジェット推進機になる）の製作にかかると、グリフィスとスミスは複雑なターボプロップ案を放棄し、Anne, Ruth, Betty, Doris に続く第5案の単軸純ジェット版 Freda（フリーダ）の完成を急いだ。
メトロポリタン＝ヴィッカース製フリーダ2型、即ちメトロヴィック F.2 の初号機は1941年11月に初火入れされたが、コンプレッサ・ロックや燃焼器の溶解、タービン動翼の飛散、軸の振動などの技術的課題の解決に手間取り、その実機モデル F.2/1 は四発重爆撃機アブロ ランカスター (Avro Lancaster) に吊下されて1943年6月から、量産試作型は連合国側初のジェット戦闘機グロスター ミーティア (Gloster Meteor) の試作機に積まれて同年11月から、ようやく飛行試験を開始した。
事前の予測通り F.2 はホイットルの W.2 より遥かに強力で、W.2 の静止推力が 1,600 lbf (7.11 kN = 735 kgf) 内外に留まっていたのに対し、F.2 はいきなり 1,800 lbf (8 kN = 830 kgf) を発揮し、間もなく 2,000 lbf (8.9 kN = 920 kgf) を越えたが、依然として不安定さに苛まれていた。
タービン部に新耐熱金属を投入し、燃焼器を改良した F.2/2 は1942年8月から試験開始して 20% の出力向上を見たが、依然として熱歪・振動問題が付いて回り、耐久性にも欠けていた。このためアニュラー型燃焼器を排し、ホイットル型の二重カン式燃焼器に代えた F.2/3 が1943年一杯並行して試験され、2,700 lbf (12.0 kN = 1,240 kgf) に達したため、後者が基本型に選ばれた。
同時期、ドイツ空軍が F.2 と同じ軸流式ターボジェットエンジンのユンカース ユモ 004 と BMW 003 を相次いで実戦投入し、搭載機メッサーシュミット Me262 等の圧倒的優速と高空性能が連合国軍に熾烈な衝撃と脅威を与えており、ホイットルの W.2 、グリフィスの F.2 は共に、ドイツに対する技術開発の立ち遅れが明白化した。
W.2 の最終発展型ロールス・ロイス ダーウェント (Rolls-Royce Derwent) が 2,450 lbf (10.9 kN = 1,130 kgf) で実用化に漕ぎ着けた頃、圧縮器を10段にした増力型 F.2/4 ベリル (Beryl) は 4,000 lbf (17.8 kN = 1,840 kgf) を発揮していたが、依然として安定性･耐久性の欠如に苦しみ、またこの大出力エンジンの搭載に適した大型ジェット戦闘機の計画も無かった。
F.2/4 ベリルはサンダース・ロー SR.A/1 (Saunders-Roe SR.A/1) 試作水上戦闘機に搭載され、戦後の1947年に初飛行したものの、SR.A/1 計画は2機のみでキャンセルされてしまい、16年前にホイットルが予言した通り、軸流式のメトロヴィック F.2 は遂に第二次世界大戦に間に合わなかった。

## 戦後の開発
メトロヴィック社では、1942年から今で言うターボファンの研究も進めていた。F.2/2 の1基がグリフィスが当初企図した二重反転式ターボプロップに改造されテストされた後、アフトファン (aft-fan) 式の F.3 も試作されて、各々燃費向上と騒音低減を実証し、その後の開発に多くの知見をもたらした。
F.2/4 ベリルにアフターバーナー（リヒート）を装着した最終型 F.5 は、4,710 lbf (21.0 kN = 2,160 kgf) を発揮し、かつ F.3 より 100 lb (46kg) 軽量だったが、終戦直後の1946年にメトロヴィック社はガスタービン事業をアームストロング・シドレー社に売却し、終息してしまう。
ドイツで先進的な軸流ターボジェットエンジンを手掛けていた技術者達は、鹵獲物資と共に、降伏後進駐した米ソが拉致同然に自国へ招聘したため、英ではグリフィス以下が従前独自開発を強いられ、戦後発足したアトリー (Clement Richard Attlee) 労働党政権による軍縮政策で、開発は更に遅延した。
初めて安定した F.2/4 ベリルの拡大発展型 F.9 が、アームストロング・シドレー サファイア (Armstrong Siddeley Sapphire) の名で、同級のロールス・ロイス エイヴォン (Rolls-Royce Avon) と共に実用化に漕ぎ着けたのは、1950年代初頭になってからだった。

## 諸元 (F.2/4)
形式: ターボジェット

全長: 4,039 mm

直径: 933 mm

乾燥重量: 790 kg

圧縮器形式: 軸流式

離昇推力: 3,500 lbf (15.6 kN = 1,590 kgf)
 
定格推力: 3,000 lbf (13.3 kN = 1,360 kgf) 

燃料消費率: 1.05 lb/(h･lbf) (107 kg/(h･kN))

推力重量比: 2.0:1 (19.6 N/kg)

## 註
1. ↑  F.2 の試作機は、ロンドン科学博物館3階で展示されている。
2. ↑  SR.A/1 から降された F.2/4 ベリルは、1955年から1964年にかけて7つの速度記録を樹立したドナルド・キャンベル(Donald Malcolm Campbell)のパワーボート、ブルーバード K7（Bluebird K7）に転用された。